# Pritaneo di Olimpia
Il Pritaneo di Olimpia (in greco antico: Πρυτανεῖον?, ) era il luogo in cui vivevano i pritani: i magistrati incaricati della direzione economica e dell'amministrazione, nonché la programmazione dei giochi celebrati ogni quattro anni ad Olimpia. I sacerdoti di Zeus vivevano nel Theokoleon. Si trova a nord-ovest del tempio di Hera, nell'angolo nord-est dell'Altis e ai piedi del Monte Cronio.

## L'edificio

Piano del santuario di Olimpia. Il nº 2 è il Pritaneo.

Il pritaneo originale era costituito da un quadrato di 32,80 m. Il luogo in cui si trovava l'altare di Estia era una stanza quadrata di 6,5 m di lato.
Fu sede di una variegata serie di funzioni amministrative, pubbliche, liturgiche e festive. Il suo nome, è dovuto alla dimora abituale dei pritani, da qui il nome di pritaneo. Oltre ad essere la sua residenza permanente, gli incontri deliberativi o esecutivi avevano luogo qui.
Sulla facciata nord c'era un colonnato, uno spazio per la celebrazione dei grandi banchetti ufficiali. C'erano inoltre le cucine e i lavandini che probabilmente occupavano le stanze situate negli edifici ad ovest e la sala da pranzo per l'uso quotidiano. Questa presunta distribuzione è corroborata dalle scoperte archeologiche ottenute durante gli scavi, poiché c'erano una varietà di vasi, scodelle e vari oggetti domestici nell'angolo ovest.
L'aspetto pubblico e festoso del Pritaneo era incentrato sull'essere il luogo destinato ai grandi banchetti ufficiali che la polis ospitante teneva per coloro che partecipavano all'Olimpiade, così come agli atleti vincitori. Oltre al banchetto ufficiale che si svolgeva nella grande sala da pranzo o Hestiatorio, c'era anche un'altra stanza più piccola per l'uso quotidiano e che probabilmente serviva come la solita sala da pranzo per gli atleti registrati per partecipare ai giochi.
Venne utilizzato per feste e celebrazioni dei vincitori dei giochi. Lì si trovava l'altare di Estia, dove ardeva la torcia originale. Pausania descrive con dettaglio l'importanza che aveva l'altare, e altri aspetti.